# الدوري المغربي لكرة القدم القسم الرابع
الدوري المغربي لكرة القدم القسم الرابع أو هواة 2 و دوري يأتي في المرتبة الرابعة في نظام الدوري المغربي لكرة القدم حيت يضم 64 ناديا يوزعون على أربع مجموعات و هي الشمال و الجنوب و الوسط و الصحراء حيث يتأهل بطل كل مجموعة إلى هواة 1